# Eselreiter
Der Eselreiter ist ein in Aquarelltechnik ausgeführtes Bild des deutschen expressionistischen Malers August Macke aus dem Jahr 1914. Es entstand während der kunsthistorisch bedeutsamen Tunisreise, die die Malerkollegen Paul Klee, August Macke und Louis Moilliet im April 1914 nach Tunesien unternommen haben. Das Aquarell befindet sich in Privatbesitz.

## Geschichte, Beschreibung und Deutung
Die frühlingshaften Lichtverhältnisse in den Städten Tunis, Hammamet, Kairouan und ihrer Umgebung ermöglichten den drei Malerfreunden tiefe künstlerische Empfindungen, die farbenfrohe Werke hervorbrachten. Dort wurden zwar keine Ölgemälde hergestellt, aber viele Skizzen, Fotos und vor allem Aquarelle. August Macke hatte, wie sein Kollege Franz Marc, schon immer Tiere, sei es im Zoo oder in der Natur, gezeichnet. Ein Esel kommt auf mehreren seiner Bilder, die auf dieser Reise entstanden sind, vor. Macke selbst riskierte unter Anleitung eines Einheimischen den Ritt auf einem Esel. In seinem Fotoalbum findet sich ein Bild, das einen Eselreiter in Bewegung zeigt, das vermutlich als Vorlage für das Aquarell diente. Paul Klee und August Macke malten mit Wasserfarben im Haus des Schweizer Arztes Dr. Jaeggi, der sie während des Aufenthalts in Tunis öfter in sein Landhaus einlud, die Wände eines Zimmers aus. Während Klee die Figuren eines Arabers und einer Araberin malte, skizzierte Macke Orangenkörbe und einen schwarzen Esel und Personen mit roten Fessen im Hintergrund.
Das Bild zeigt einen dunkelhäutigen Reiter in blauem Gewand mit roter Mütze vor der fast abstrakten aus quadratischen Flächen bestehende Festungsmauer einer arabischen Stadt (Tunis) im flachen dem Bild die Tiefe nehmenden Hintergrund. In den Vordergrund platzierte Macke ebenso flache Bäume und Büsche. Das Bild hat keinerlei Perspektive und setzt sich nach Ansicht des Kunsthistorikers Ernst-Gerhard Güse mit der Formenwelt Paul Klees auseinander, was sich in den „geometrisierenden Formen der Stadtmauer“ zeige. Klee hatte die kubische Architektur arabischer Städte in seine Malerei integriert. Es gibt in diesem Aquarell zwei Darstellungsebenen die nur durch ihre Farbigkeit korrespondieren, die Mauer und die figürliche Darstellung des Reiters mit dem Esel. Eine Vorzeichnung auf dem Aquarellpapier gibt es nicht, offenbar hat Macke das Bild später nach dem Foto gemalt und die Komposition angepasst.
Bereits vor der Reise hatte Macke mit abstrakten Formen experimentiert, inspiriert von Wassily Kandinsky und Robert Delaunay, ohne jedoch das Figürliche und Gegenständliche ganz auszuklammern. Ihm kam es mit seinen bildlichen Gestaltungsmitteln auf den freien Umgang mit der Farbe an. Am 10. April 1914 schrieb er an seine Frau, dass er eine große Arbeitsfreude verspüre, wie er sie noch nie gekannt habe, und die durch Tausende Motive in der afrikanischen Landschaft, die noch viel schöner sei, wie [sic!] die Provence, erregt werde. Das schnelle Malen seiner Aquarelle war Ausdruck dieser Arbeitsfreude, und die schnelle Bewegung des Pinsels ist in jedem dieser Blätter erkennbar.

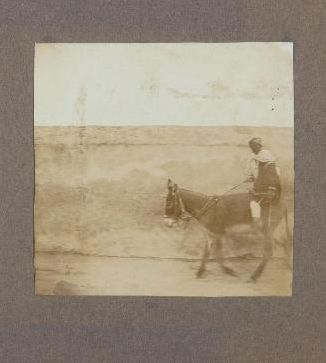
Foto von August Macke, das als Vorlage für das Aquarell diente

August Macke verstand seine auf der Tunisreise entstandenen Aquarelle als Reiseeindrücke, Erinnerungsniederschriften und Studien, von denen er später Gemälde herstellen wollte. Doch dazu kam es nicht mehr, August Macke fiel wenige Monate nach der Tunisreise im Ersten Weltkrieg.

## Ausstellungen
- Die Tunisreise. Klee, Macke, Moilliet im Westfälischen Landesmuseum für Kunst und Kulturgeschichte Münster vom 12. Dezember 1982 bis 13. Februar 1983.[7]